# Жіноча збірна Ісландії з хокею із шайбою
Жіноча збірна Ісландії з хокею із шайбою  — національна жіноча збірна команда Ісландії, яка представляє країну на міжнародних змаганнях з хокею. Опікується збірною Хокей Ісландії.

## Результати

### Виступи на чемпіонатах світу
- 2005 – 4 місце (Дивізіон IV)
- 2007 – 5 місце (Дивізіон IV)
- 2008 – 1 місце (Дивізіон IV)
- 2009 – турнір не відбувся[1]
- 2011 – 3 місце (Дивізіон IV)
- 2012 – 4 місце (Дивізіон ІІВ)
- 2013 – 4 місце (Дивізіон ІІВ)
- 2014 – 4 місце (Дивізіон ІІВ)
- 2015 – 4 місце (Дивізіон ІІВ)
- 2016 – 3 місце (Дивізіон ІІВ)
- 2017 – 4 місце (Дивізіон ІІВ)
- 2018 – 3 місце (Дивізіон ІІВ)
- 2019 – 3 місце (Дивізіон ІІВ)
- 2020 – 2 місце (Дивізіон ІІВ)
- 2022 – 1 місце (Дивізіон ІІВ)
- 2023 – 5 місце (Дивізіон ІІА)
- 2024 – 5 місце (Дивізіон ІІА)
- 2025 – 3 місце (Дивізіон ІІА)